# Baker County (Florida)
Das Baker County ist ein County im US-Bundesstaat Florida. Der Verwaltungssitz (County Seat) ist Macclenny. Der Slogan von Baker County ist: „The Small County With Big Ideas…“ (Das kleine County mit den großen Ideen…)

## Geschichte
Das Baker County wurde am 8. Februar 1861 aus einem Teil des New River County gebildet und nach James McNair Baker benannt, einem Senator der Konföderierten und späterer Richter. Der erste Countysitz war die Stadt Sanderson. Am 22. Februar 1889 wurde mit 243 zu 220 Stimmen entschieden, dass Darbyville, das jetzige Macclenny Bezirkshauptstadt werden sollte. Der erste Steuerbeamte war D. C. Prescott. Er ermittelte, dass es 112 geistig gesunde weiße Männer zwischen 21 und 50 Jahren gab. Ebenso 212 Sklaven. Für jeden weißen Mann und jeden Sklaven wurden 50 Cent an Steuern pro Jahr festgesetzt. Das Land wurde mit 0,6 Prozent des Wertes als Steuer geschätzt.
Die Haupteinnahmequelle war der Anbau von Baumwolle. Als ein Schädling die Samenkapseln der Baumwolle zerstörte, baute man Zuckerrohr, Süßkartoffeln, Getreide und Gemüse an. Das meiste Getreide kam aber in Form von bauchigen Flaschen auf den Markt. Später kam der Tabakanbau hinzu.

## Geographie
Das County hat eine Fläche von 1525 Quadratkilometern, wovon zehn Quadratkilometer Wasserfläche sind. Es grenzt im Uhrzeigersinn an folgende Countys: Nassau County, Duval County, Clay County, Bradford County, Union County und Columbia County. Zusammen mit den Countys Clay, Duval, Nassau und St. Johns bildet das County die Metropolregion Jacksonville.

## Demografische Daten
Nach der Volkszählung im Jahr 2010 lebten im Baker County 27.115 Menschen in 9.687 Haushalten. Die Bevölkerungsdichte betrug 17,9 Einwohner pro Quadratkilometer. Ethnisch betrachtet setzte sich die Bevölkerung zusammen aus 83,7 % Weißen, 13,6 % Afroamerikanern, 0,3 % Indianern und 0,5 % Asian Americans. 0,4 % waren Angehörige anderer Ethnien und 1,6 % verschiedener Ethnien. 1,9 % der Bevölkerung bestand aus Hispanics oder Latinos.
Im Jahr 2010 lebten in 41,3 % aller Haushalte Kinder unter 18 Jahren sowie 23,9 % aller Haushalte Personen mit mindestens 65 Jahren. 76,6 % der Haushalte waren Familienhaushalte (bestehend aus verheirateten Paaren mit oder ohne Nachkommen bzw. einem Elternteil mit Nachkomme). Die durchschnittliche Größe eines Haushalts lag bei 2,82 Personen und die durchschnittliche Familiengröße bei 3,21 Personen.
28,5 % der Bevölkerung waren jünger als 20 Jahre, 26,9 % waren 20 bis 39 Jahre alt, 28,1 % waren 40 bis 59 Jahre alt und 16,3 % waren mindestens 60 Jahre alt. Das mittlere Alter betrug 36 Jahre. 52,2 % der Bevölkerung waren männlich und 47,8 % weiblich.
Das jährliche Durchschnittseinkommen eines Haushalts betrug 47.149 USD, dabei lebten 17,0 % der Bevölkerung unter der Armutsgrenze.
Im Jahr 2010 war englisch die Muttersprache von 97,73 % der Bevölkerung, spanisch sprachen 1,75 % und 0,52 % hatten eine andere Muttersprache.

## Kultur und Sehenswürdigkeiten

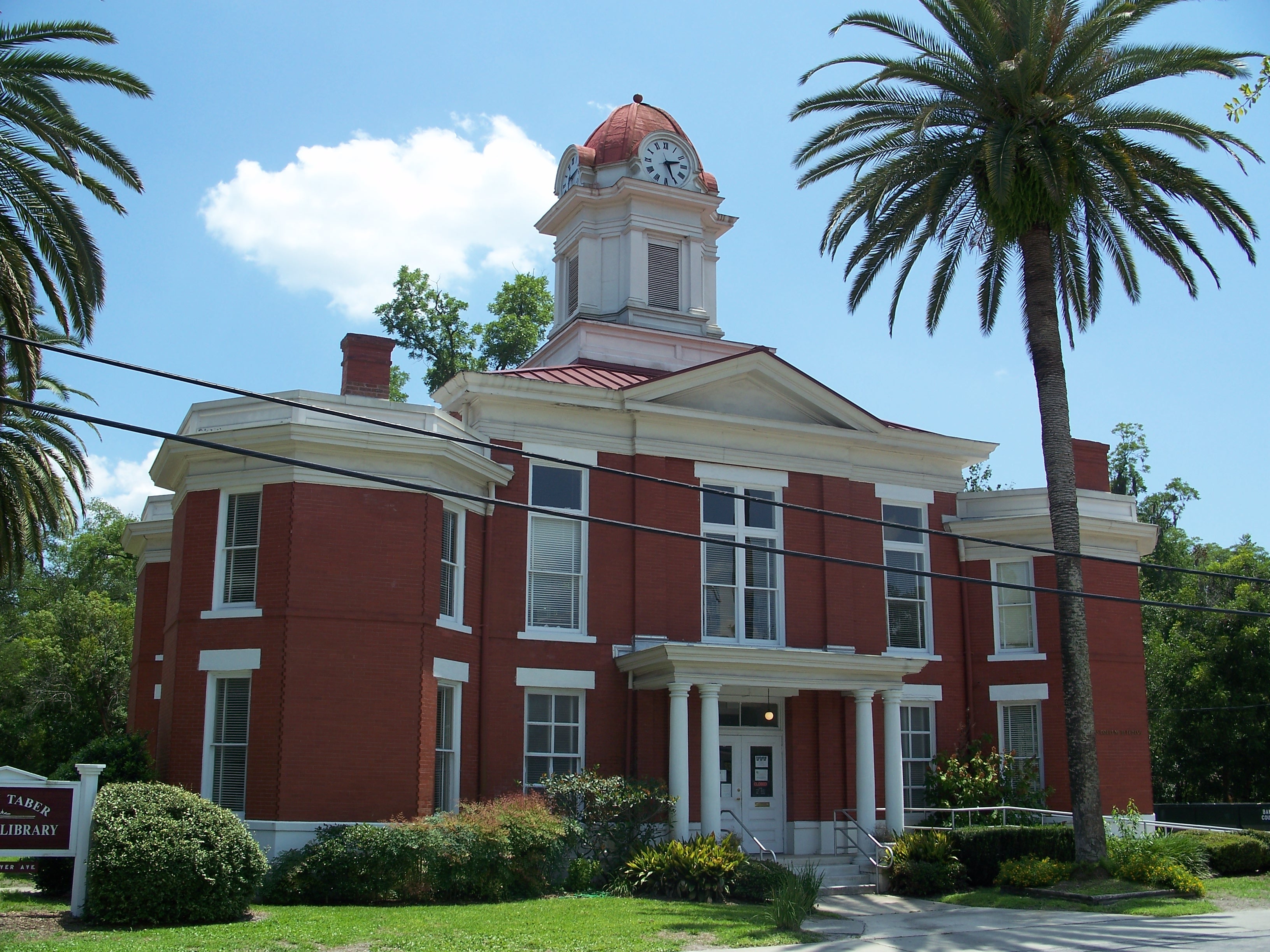
Old Baker County Courthouse in Macclenny (2007). Das 1908 erbaute Courthouse wurde im August 1986 in das NRHP eingetragen.

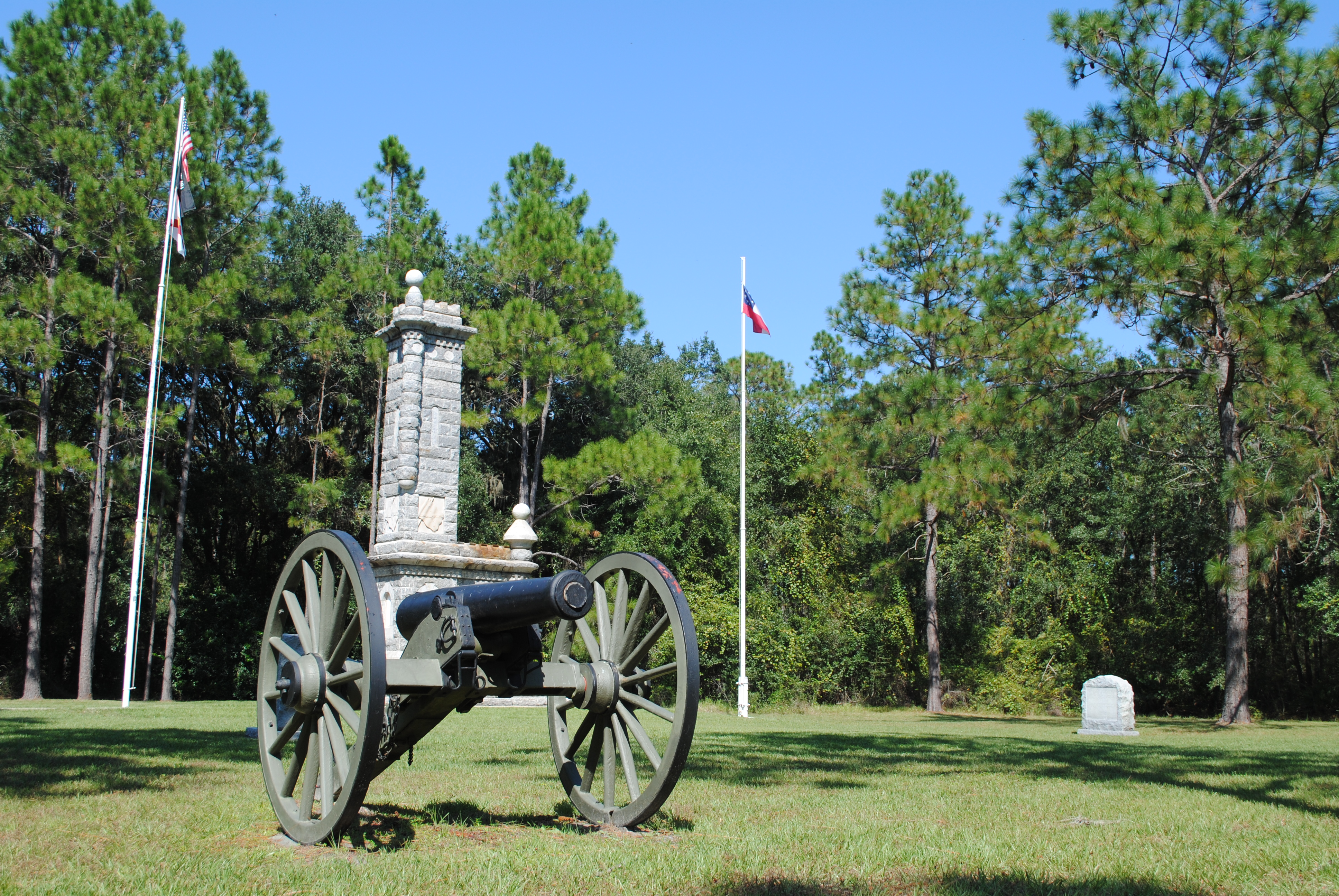
Olustee Battlefield (2012). Der Schauplatz der Schlacht bei Olustee im Sezessionskrieg wurde im August 1970 als erstes Objekt im County in das NRHP aufgenommen.

Insgesamt sind vier Bauwerke und historische Bezirke (Historic Districts) im Baker County im National Register of Historic Places („Nationales Verzeichnis historischer Orte“; NRHP) eingetragen (Stand 11. Januar 2023), das Burnsed Blockhouse, die Glen Saint Mary Nurseries Company, das Old Baker County Courthouse und das Olustee Battlefield.

## Orte im Baker County
Orte im Baker County mit Einwohnerzahlen der Volkszählung von 2010:
City:
- Macclenny (County Seat) – 6.374 Einwohner

Town:
- Glen St. Mary – 437 Einwohner